# Transformers: War for Cybertron
『Transformers: War for Cybertron』 （トランスフォーマー ウォー フォー サイバトロン）は、High Moon Studios開発、アクティビジョン販売の、サードパーソン・シューティングゲーム形式のビデオゲーム。Xbox 360、PlayStation 3、PC向けに、北米で2010年6月22日に、 PAL地域で2010年6月25日にリリースされた。2種類の携帯ゲーム版が、一方はサイバトロンキャンペーンに、他方はデストロンキャンペーンに特化して、ニンテンドーDS向けにリリースされた（Transformers: War for Cybertron (Nintendo DS) 参照）。Next Level Games開発のWii向けのゲーム『Transformers: Cybertron Adventures』は、『War for Cybertron』と同一のキャラクターと設定を利用している。 
今作は、トランスフォーマーが地球を訪れるより以前の惑星セイバートロン上を舞台にて、オートボットとディセプティコンの内戦が描かれる。ゲームはどちらかの視点（ストーリーモード。以後キャンペーン）で開始できるが、時系列としてはディセプティコン・キャンペーンが前半部分、オートボット・キャンペーンが後半部分にあたる。ストーリーは、ディセプティコンの破壊大帝（メガトロン）がディセプティコンに黄金時代をもたらすと信じている、「ダーク・エネルゴン（Dark Energon）」として知られる物質の使用を中心に展開される。
『War for Cybertron』は批評家から、総じて肯定的な評価を受けた。まとめサイトen:GameRankingsとMetacriticは、全3プラットフォームで70%台の中間のスコアを報告した。何人かのレビュアーは過去のトランスフォーマーゲームへの改善作として引用した。批評家は、総じて、協力モードと多人数対戦モードが solid だと感じたが、ゲームの設定に関して、繰り返しビジュアルを引用した。
続編、『Transformers: Fall of Cybertron』が「High Moon Studios」にて現在開発されている。

## 概要

### 設定
『Transformers: War for Cybertron』は、上記のようにトランスフォーマーが惑星「地球」を訪れるよりも以前の、惑星「セイバートロン」が舞台である。
超ロボット生命体トランスフォーマーは各々、ロボットモードから地球のものとは異なる戦車やジェット機などへの変型能力を持ちあわせていた。しかし思想の対立から、セイバートロン全体を巻き込んだ内戦が発生してしまう。
トランスフォーマーのグループは、主流派から独立したディセプティコンとして知られる分派は、強力かつ冷酷な破壊大帝、メガトロンに従う。オートボットとして知られる主流派は、当時の指導者 ゼータ・プライムに従う。
戦いの最中にゼータ・プライムは殺され、残された未熟なリーダー（オプティマス）はオートボット軍を導き、（それ自身がトランスフォーマーでもある）惑星「セイバートロン」を、メガトロンがダーク・エネルゴンで汚染させないようにしなければならない。
ディセプティコン・キャンペーンは、ゲーム前半の5章で語られ、オートボット・キャンペーンがそれに直接続く。
プレイヤーは、時系列順とは無関係に、いずれかのキャンペーンを最初に選んで開始することもできる。

## ストーリー

### ディセプティコン・キャンペーン
かつて剣闘士だったメガトロンは、政治的な腐敗の蔓延していた故郷（サイバトロン）をかつて黄金時代と呼んでいる時代へと戻すためにディセプティコンを組織してオートボットに宣戦を布告する。
メガトロンは惑星上の生命を汚染する力を持つ不安定な物質「ダーク・エネルゴン」に関する伝説を聞き、オートボット航空参謀スタースクリームが警備する軌道研究ステーションに攻撃を開始する。ステーションを占拠したメガトロンは、バリケードとブロウルを率いてダーク・エネルゴン製造プラントに辿り着き、自らその中に浸かる。
強大な力をもつダーク・エネルゴンのコントロールに成功したメガトロンの能力に触発されたスタースクリームは、メガトロンへの忠誠と引き換えに、ダーク・エネルゴンの制御法を教えてくれるように尋ねる。
スタースクリームの裏切りにショックを受けた同僚（スカイファイアー）は、宇宙ステーションを脱出し、サイバトロンのリーダー、ゼータ・プライムに警告することを誓う。
メガトロンは、スタースクリーム、サンダークラッカー、スカイワープを派遣し、生のエネルゴンをステーションに供給し、さらなるダーク・エネルゴンの製造を可能にする、エネルゴン・ブリッジを再起動させる。メガトロンは、セイバートロン・コアをダーク・エネルゴンに感染させる計画を練り、惑星が感染すると、惑星の制御を手にできると考える。
メガトロンは、アイアコーン（Iacon）のセイバートロン首都に本格的な強襲を開始し、セイバートロン・コアに侵入して感染させるのに用いる、オメガ・キー（Omega Key）と呼ばれるアイテムを探す。
デストロンは、ゼータ・プライムが、キーを個人的な警備下に置いていることを知る。
デストロン軍団は、ゼータ・プライムの部屋に侵入し、戦闘で倒し、収監する。
ゼータ・プライムは、オメガ・キーは、実際には、コアへのアクセスをロック解除するのではなく、真のキー（オメガ・スプリームとして知られる巨大なトランスフォーマー）を起動するのだ、ということをメガトロンに話す。
起動したオメガスプリームは、メガトロンとその手下を、執拗に追跡する。
メガトロン、サウンドウェーブ、ブレークダウンは、砲塔で防御される天井にオメガスプリームを誘き寄せる、巨人トランスフォーマー待ち伏せ計画を考案する。
オメガスプリームは、大ダメージを被り、セイバートロンの下層部へと落下する。
デストロンは、オメガスプリームを追跡し、ある永い最終決戦に於いて、オメガスプリームは遂に敗北し、ダーク・エネルゴンに感染し、デストロンに捕えられた。
メガトロンは、セイバートロン・コアへの扉をオメガスプリームに開けさせ、手下と共にそこへ移動する。
到着すると、メガトロンは、（トランスフォーマーでもある）セイバートロン・コアをダーク・エネルゴンに感染させ、汚染は惑星全体へと拡大し始める。

### オートボット・キャンペーン
オートボットのリーダー、ゼータ・プライムの死が報告され、バンブルビーがオプティマス・プライムに知らせる。これを聞いたオプティマスは一時的な指令権を執ったと皆に伝えることにする。
オプティマス、バンブルビー、ラチェットの3体は都市の防御砲を作動させアイアコン（Iacon）を護る。
しかる後デカゴン（Decagon）に移動し、スタースクリームを撃退。通信グリッドを再起動させる。
その後間もなくオートボットは、ゼータ・プライムからの「ケイオン（Kaon）監獄に囚われている」と知らせる救難通信を受信する。バンブルビーとランボルを連れ、オプティマスたちは自らを捕獲させ、ケイオンに潜入する。エアーライダーの助けを借りて、オプティマスはケイオンの全オートボット囚人の解放に成功し、ディセプティコン輸送機に逃げ込む。
オプティマスは、バンブルビーとランボルを伴い、サウンドウェーブに警備されるゼータ・プライムを見つける。サウンドウェーブがその手下（フレンジー、ランブル、コンドル）を展開する中で、戦闘が起こる。最終的に、サウンドウェーブとその手下は退却し、サイバトロンはゼータ・プライムを救出する（ゼータ・プライムは、メガトロンとの闘いの後、以前の負傷が元で、その後間もなく死亡）。
最高評議会は来訪したオプティマスを司令官に選ぶ。
オプティマスは、セイバートロン・コアからのダーク・エネルゴン除去の任務を、評議会から与えられる。
オプティマス、アイアンハイド、ワーパスは最初に、ディセプティコンからダーク・エネルゴンによる拷問を受けている、オメガスプリームの救出を試みる。サイバトロンはオメガスプリームを救い、セイバートロン・コアへのアクセスを手に入れる。
謎の邪悪なワームと闘った後、オプティマスはサイバトロン・コアと会話し、コアがダーク・エネルゴンによって大きく損傷していること、シャットダウンにより自己修復できるが、そのプロセスには何百万年も要し、その間サイバトロンは、生命の無い、冷たく不毛の地となるだろう、と伝えられる。そして、コアの小さな欠片を携えるなら、修復の間、コアは生き続けることが出来る、とオプティマスに教える。オプティマスは「重荷」を受け容れ、コアは歴代司令官のマトリクスを譲渡する。
間もなく惑星はシャットダウンし、オプティマスは全オートボットに都市の避難を命じる。オートボットの避難輸送船が軌道上に辿り着くと、輸送船がメガトロンの軌道宇宙ステーションによって攻撃される。シルバーボルト、エアーライダー、スカイファイアーはステーションに侵入し、主要システムを破壊するが、ステーションがダイナザウラーとして知られる巨大ディセプティコンであることを悟る。ダメージを負ったダイナザウラーは、サイバトロンに突っ込み、そしてある最終決戦に於いて、オートボットは団結し、かろうじてダイナザウラーを打ち倒す 。
戦闘の後、オプティマスは、アーク号として知られる巨大艦で、残存サイバトロンを宇宙へ移送させる。コンボイと残存サイバトロン戦士たちは、メガトロンから出来るだけ永くを護るためにサイバトロンに留まる。

### キャラクター
| オートボット                                                                   | オートボット                                                          | オートボット                                                                | オートボット                                                                    |
| ------------------------------------------------------------------------------ | --------------------------------------------------------------------- | --------------------------------------------------------------------------- | ------------------------------------------------------------------------------- |
| - アーシー e - エアーライダー - バンブル - セイバートロン c d                  | - 最高評議会 c d - アイアンハイド - マイスター a b - スカイファイアー | - オメガスプリーム c d - コンボイ - ラチェット - スキャッターショット b     | - ランボル - シルバーボルト - ワーパス - ゼータ・プライム b c                   |
| ディセプティコン                                                               |                                                                       |                                                                             |                                                                                 |
| - バリケード - ブロウル - ブレークダウン - デッドエンド b - デモリッシャー a b | - フレンジー c d - コンドル c d - メガトロン - オンスロート b         | - ランブル c d - レーザーウェーブ a b - スカイワープ - スリップストリーム e | - サウンドウェーブ - スタースクリーム - サンダークラッカー - ダイナザウラー c d |

^ a当初は予約特典

^ b多人数プレイ向けのダウンロード・コンテンツ

^ cキャンペーンではプレイできない

^ d多人数プレイではプレイできない

^ e多人数キャラクターとしてロック解除された

## ゲームプレイ
Transformers: War for Cybertron is played from a third person perspective。
トランスフォーマー are classified in to four main categories, リーダー、Soldier、Scientist、Scout。
Each character in the キャンペーン is classified as one of these types, and their weaponry, abilities and vehicle form are largely influenced by their character class。
Players can change between forms at will, and each form has unique abilities。
While in robot form characters can also collect different weapons, reminiscent of those found in first-person shooters。
While in vehicle form each character can boost their speed。
Each キャンペーン level gives the player a choice of three トランスフォーマー。
The キャンペーン can be played in シングルプレイ or オンライン多人数協力プレイ, and players can enter or leave the game at any time。
If fewer than three players are present, the game's AI controls the 残った他の playable characters。
ゲームの協調モードと競争モード are limited to online play, with no  split screen features available。
The game levels are designed to allow characters to comfortably navigate and play the game in either mode。

### マルチプレイヤー
Competitive 多人数プレイ games do not allow players to control official, named characters, and instead must design their own トランスフォーマー。
Similar to the キャンペーン, generic 多人数 characters are split into four character classes。
Contrary to the キャンペーン, however, each created character features some amount of customization。
Players can select a base model and vehicle form, then alter major colors for their character and modify weapon loadouts and abilities based on that character class。
The 多人数プレイ aspect also features an experience and leveling system, including perks, and upgrades reminiscent of Call of Duty: Modern Warfare 2, another アクティビジョン game。
War for Cybertron has several 多人数 modes to choose from。
 Deathmatch is a free-for-all game type where the player with the most kills at the end of the game is the winner。
In  Team Deathmatch players are divided into オートボット and ディセプティコン teams。
The winning team is the one who earns the most kills。
Conquest is a capture-and-hold style game, similar to the conquest mode found in the  Star Wars Battlefront series。
Multiple control points are spread across the level。
The object is for players to capture enemy control points by standing near them for a set amount of time while defending their own control points。
In Countdown to Extinction players must take an active bomb and place it at an enemy base, similar to the Assault mode in the  Halo series。
Power Struggle is the game's equivalent to the common  King of the Hill game type。
Finally Code of Power is a mode consisting of two and a half minute rounds where teams vie for a giant melee weapon。
Also available is the Escalation game mode, the only 多人数 mode where players can control characters from the キャンペーン or  ダウンロード・コンテンツ。
Players choose a faction and then work 協力して to defeat continuous waves of enemy robots until all players are defeated, similar to the Horde mode found in  Gears of War and the Halo series Firefight game modes。
Players earn credits by defeating enemies which can be used to unlock ammunition, weaponry, health and new areas in each map。

## 開発とマーケティング
『Transformers: War for Cybertron』は、 2009年12月16日に発表され、2010年6月22日に北米でリリースされ、続いて2010年6月25日に PAL地域でリリースされた。
 Unreal Engine 3で駆動する。
ゲーム内の物理現象は、Havok物理ライブラリーを用いて処理される。
ゲームのキャラクター・クラス2つを用いた、多人数対戦をプレイできる、デモが2010年6月10日にリリースされた。
開発社「High Moon Studios」は、プレイヤーがストーリーを進行すると、同行キャラクターがプレイヤーを助けるように、フレンドリーAIを設計したが、それでも、プレイヤーがゲームを進める必要がある。
（ゲーム・ディレクター、Matt Tieger曰く）「仲間は、あなたのためにはストーリーを進行できない。彼らはどこへ行くかを示すポイントを得るが、あとは守備位置に移り、あなたがストーリーを進行するのを待つ」
「彼らは、あなたの目的を達しないが、傍に留まり、あなたが酷い負傷を受ければ、とても機敏に癒す」

### 設定とプロット
『War for Cybertron』の開発社「High Moon Studios」と販売社「アクティビジョン」は、ハズブロと密接に協力して、ゲーム向けのデザインとストーリーを生み出した。
（Tieger曰く）『25年もプレイを待ち望んだゲームを作りたい』
スタジオは、ハズブロの承認を得るために、コンセプトとアイデアを持ち込んだ。バンブルビーのスケッチから始まった。
（Tieger曰く）「テーブル越しに滑らせ「ハズブロさん、どう思う？」と訊いた、その最初のスケッチこそが始まりだった」
「High Moon Studios」は、オートボットとディセプティコン間のトランスフォーマーの内戦下にあるセイバートロンに、ゲームの舞台を設定するアイデアを提示した。
（対ハズブロ上級デザイン・ディレクター、Aaron Archer曰く）惑星「セイバートロン」ベースの設定は、「本当にクールな場所で（…）オートボットとディセプティコン間の内戦の初期のころは、実際、どのようなフォーマットでも具体的に描かれていなかったストーリーだった」
キャラクター各々は、以前のシリーズやトランスフォーマー知識を手掛かりに、ゲーム向けに完全にリデザインされた。
（Tieger曰く）『それらは、ライセンス済み財産権を取得させてくれ、全く新しいIPのように取り扱わせてくれた』
車両ベースのキャラクター向けビークル・モードは、当初、車輪で構成したが、開発社は、ビークル・モード時、プレイヤーの機銃掃射能力を除去すると、ゲームプレイを不自由にすることが判った。ハズブロにジレンマを相談し、ビークル・モード時、キャラクターは車輪を真下に回転させ、（より多くの挙動を可能にさせる）ホバリングすることに、2社は同意した。そして、キャラクターがブースト使用時、ビークルは伝統的な車輪モードに戻り、以前のカノンで確立されたトランスフォーマーライセンスを維持する。
サイバートロン世界は、トランスフォーマーは、自身の homeworld に適切なスケールを持つ、というような方法でデザインされている。
（Tieger曰く）『彼らの世界では、モノが彼らより小さく感じられるのではなく』、加えて『彼らの世界では、キーとなるキャラクターは、巨人のように巨大である』
（「High Moon Studios」の首席デザイナー、Matt Krystek曰く）『ゲームは映画に縛られないので、彼らのストーリーを語れた』
彼は、ゲームのインスピレーションとして、G1世界を挙げている。
Jim Daly, Lead Concept Artist at High Moon also cited the G1 universe as the main inspiration for the design of サイバートロン itself, also stating that there were elements from Disney's  TRON, Blade Runner, and the  Aliens franchise。
ハズブロ's Aaron Archer stated the game would be only part of a bigger group of media。
"This won't be the only touch point。It's a big place that we're going to build off of。"
At a  BotCon 2010 panel, War for Cybertron Creative Director Matt Tieger stated アクティビジョン is currently in talks with ハズブロ on creating additional titles。
He also added that ハズブロ is "considering" expanding the brand further into the realm of video games。
Joe Moscone, Senior Account Manager for ハズブロ's public relations team, further clarified that War for Cybertron is in the same continuity as the Transformers: Prime animated series and Transformers: Exodus novel, and that this would be the primary continuity going forward。
ハズブロ has released a toy line based on the War for Cybertron setting。
Transforming figures of オプティマス・プライム、バンブルビー、メガトロン、サウンドウェーブ from the game have been released by ハズブロ under the Transformers: Generations banner。

### 音声
コンソール版向けのサウンドトラックは、タイラー・ベイツが作曲した。エンディングテーマは、スタン・ブッシュの2007年のアルバムIn This Lifeから、"Till All Are One"。
ピーター・カレンが、オプティマスの声を演じている（トランスフォーマーフランチャイズにて、キャラクターの声を何度かアテている）。
他の声優は、カリ・ウォールグレン（アーシー）、en:Liam O'Brien（エアー・レイド）、ジョニー・ヨング・ボッシュ（バンブルビー）、フレッド・タタショア（メガトロン、ラチェット、オメガスプリーム、ダイナザウラー）、キース・ザラバッカ（アイアンハイド）、スティーヴン・ブルーム（バリケード、ショックウェーブ）、ノーラン・ノース（ブロウル）、サム・リーゲル（スタースクリーム）。

### ダウンロード・コンテンツ
ダウンロード・コンテンツが2パック、ゲームのコンソール版向けにプロデュースされた。
『Character and Map Pack 01』とシンプルに表題された第1弾は、2010年7月2日に発表された。

『Character and Map Pack 01』には、以前の予約限定キャラクター（デモリッシャー、Jazz、ショックウェーブ）、ならびに新キャラクター（オンスロート、スキャッターショット）が含まれる。
多人数プレイの新マップ4つも含まれる。マップ2つは、ゲームの「エスカレーション・モード（Escalation mode）」内限定で、他のマップ2つはゲームの全モードで使用される。
2010年7月27日にリリースされた。
『Character and Map Pack 02』として知られる第2弾は、キャラクター（デッドエンド、ゼータ・プライム）と新しいマップ5つを追加する。
2010年9月7日にリリースされた。
これらのダウンロード・コンテンツは、360とPS3版でのみ利用できる。PC上ではリリースされていないので、リリースデータがない。

## 反応
Critical reaction has been generally positive, with many reviews citing that War for Cybertron is an improvement over past トランスフォーマー games。
Aggregate scores across all three platforms were fairly uniform。
The PC version holds a score of 76.25% at en:GameRankings and 76/100 at Metacritic。
The PlayStation 3 version has a 78.47% and 77/100 at the two aggregate sites,
while the Xbox 360 version reports scores of 79.45% and 76/100。
Individual review scores ranged from a 50% approval by  Edge magazine to a 94% approval by Gaming Trend。
Reviewers praised the in-game voice acting。
G4 TVのMatt Kell noted that ピーター・カレン's voice work as オプティマス was "commanding and familiar", adding that the other actors "even do their best to replicate the voices of the original cartoon。"
Mike Nelson of en:Game Informer agreed and noted the game's excellent dialogue, stating "the script has all the overwrought melodrama you’d expect from giant talking robots。"
Several critics also gave high marks for War for Cybertronの多人数プレイ。
IGNのArthur Gies noted the influences from en:Unreal Championship、 Tribes、Team Fortress 2、 バトルフィールド：バッド カンパニー2 adding that "War for Cybertron leverages its transformation mechanic to create something that feels shockingly new。"
GameSpotのTom McShea noted that the game's Escalation mode provided a トランスフォーマー twist on  Gears of Warの Horde mode。
en:GameProのKat Bailey noted that the 多人数プレイ was "probably the most appealing part of the package", adding it had a "strong suite [of] options。"
en:1UP.com's Matt Miller lauded the ability to play through the game's キャンペーン with up to three players online, as did G4 TVのMatt Kell。
Both reviewers also praised the new character designs, with Kell calling them "inventive。"
en:Wired NewsのJohn Mix Meyer gave praise to the game's キャンペーン length, stating "The game’s 10-hour シングルプレイ キャンペーン means there’s plenty of time for the crazy transformations to strut their stuff。"
en:EurogamerのJohn Hamblin praised the transformation animations。
He stated players will "occasionally wish there was a  マックス ペイン slow-mo option so you could appreciate the nuance of these feats a little more。"
The repetitive visual design of Cybertron drew criticism from critics。
GameSpotのTom McShea stated that "the majority of the game entails walking through similar-looking corridors。"
en:Giant BombのJeff Gerstmann also cited repetitive visuals, but conceded that "the metallic world of サイバートロン doesn't lend itself particularly well to a lot of environmental variety。"
1UP.comのMatt Miller also raised issue with the repetitive visuals, but provided a counterpoint in saying "there are a host of features in place to save the game from spiraling into mediocrity。"
EurogamerのJohn HamblinとGameSpotのTom McShea also pointed out the game's vast lack of ammunition。
"Watching Lord メガトロン repeatedly suffering the indignity of being shot at by drones while he desperately scours the debris looking for an elusive ammo box [...] is just sad" stated Hamblin。
He was further critical of the game's checkpoint system, which often leaves players in difficult situations upon respawning。
The first ダウンロード・コンテンツ pack received mixed reception from IGNのArthur Gies。
While he praised the design of the 多人数プレイ・マップ, he noted that the lack of online players for War for Cybertron hurt the ability to play the new content online。
Gies stated that he attempted to host the Escalationマップ２つ, adding that he waited for several minutes for players to join, but had no success。
"That's the problem", he stated。
"War for Cybertronの多人数プレイ is all-but-abandoned。"
Gies went on to cite a peak population of approximately Xbox Liveで約4,600人、PSNで800人、PC版で158人のみ at the time of his writing。
Despite the lack of online players he felt the content may fit a player's needs, stating "If you've got nine other friends who bought War for Cybertron and can set up your own private matches, then Character and Map Pack 01 might be worth checking out。"

## 関連事項
『War for Cybertron』の続編は、2010年11月に発表された。ハズブロ代表 Mark Belcher は「これは、最高の評価を得た、ハズブロ・ブランドで最大の成功を収めたゲームで、私たちは2012年の続編を楽しみにしている」と述べた。
ゲームは2012年にリリースされる予定である。
ゲームの正式タイトル、Transformers: Fall of Cybertronは、2011年10月6日に明らかになった。
惑星「サイバートロン」崩壊の、そして、トランスフォーマー「出サイバートロン記」の、物語を完成させる、War for Cybertronの直接の続きである。
タイトル発表の際に、1体の新しいオートボット、グリムロックが確認された。